# 조구 (조선)
조구(祖丘: 미상~1395년 12월 26일(음력 11월 14일))는 조선 초기의 승려로, 국사(國師)로 임명되었다. 종파는 천태종이다.

## 이력
담양현에서 태어났다.
1394년(태조 3년)에 국사에 임명되었다. 같은 해에 봉숭례(封崇禮)를 행했다.
1395년(태조 4년)에 국사의 고향인 담양현(縣)이 담양군(郡)으로 승격되었다. 같은 해 12월 26일(음력 11월 14일)에 병으로 입적하자 태조는 조회를 정지하게 했다.

## 참고 자료
- 《태조실록》